# Château de la Rochette (Saint-Geoire-en-Valdaine)
Pour les articles homonymes, voir Château de la Rochette.
Le château de la Rochette est situé à Saint-Geoire-en-Valdaine, en France.

## Situation
Le château de la Rochette est situé dans la commune de Saint-Geoire-en-Valdaine, dans le département de l'Isère et la région Auvergne-Rhône-Alpes. 

## Description
Le château de la Rochette fut reconstruit dans les années 1870-1890. 
La maison servit de centre d’hébergement pour des orphelins de guerre, après la fin de la Seconde Guerre mondiale.
Le plan de la demeure est rectangulaire, les quatre tours d’angle en poivrière, lui confèrent un cachet d’authenticité original qui évoque, d’après les visiteurs, les châteaux des contes de Charles Perrault. Le château domine un vallon boisé escarpé, au fond duquel coule le ruisseau de la Cascade[réf. souhaitée].

## Historique
Le château fut reconstruit vers 1880 sur les ruines d’une maison forte datant du Moyen Âge. La demeure est située en contre-haut du château de Clermont, les seigneurs du fief, à l’époque féodale. Il fut habité par les Pascalis de la Rochette au Moyen Âge, puis par la famille du Morard, et enfin par la maison Ferrier de Montal, actuels propriétaires depuis plus d’un siècle.